# Муландже (дистрикт)
Мула́ндже (англ. Mulanje) — дистрикт у складі Південного регіону Малаві.
Адміністративний центр — селище Муландже.

## Населення
Населення — 684107 осіб (2018, 523949 у 2008, 428322 у 1998, 419928 у 1987, 307804 у 1977).
Національний склад:
- ломве — 82,6 %
- манганджа — 11,0 %
- яо — 3,8 %
- чева — 0,7 %
- нгоні — 0,5 %
- сена — 0,4 %
- тумбука — 0,2 %
- інші — 0,8 %

## Склад
Дистрикт складається з 9 адмінодиниць третього порядку:
| Громада, населений пункт   | Площа, км² | Населення, осіб (2018) | Центр |
| -------------------------- | ---------- | ---------------------- | ----- |
| Вищі традиційні громади    |            |                        |       |
| Сунганінзеру               | 136,0      | 68585                  | -     |
| Томбондія                  | 76,4       | 24103                  | -     |
| Традиційні громади         |            |                        |       |
| Джума                      | 335,4      | 109821                 | -     |
| Ластон-Нджема              | 140,5      | 91742                  | -     |
| Мабука                     | 208,5      | 108442                 | -     |
| Нканда                     | 366,6      | 128070                 | -     |
| Нтіраманджа                | 109,7      | 51108                  | -     |
| Чикумбу                    | 147,3      | 87148                  | -     |
| Центральні населені пункти |            |                        |       |
| Муландже                   | 13,6       | 14782                  | -     |
| Природоохоронні території  |            |                        |       |
| заповідник Гора Муландже   | 468,2      | 306                    | -     |